# Francières (Somma)
Francières – miejscowość i gmina we Francji, w regionie Hauts-de-France, w departamencie Somma.
Według danych na rok2011 gminę zamieszkiwało 198 osób, a gęstość zaludnienia wynosiła 34 osoby/km² (wśród 2293 gmin Pikardii Francières plasuje się na 868. miejscu pod względem liczby ludności, natomiast pod względem powierzchni na miejscu 797.).